# Red Iberoamericana de Terminología
La Red Iberoamericana de Terminología (RITerm), creada en 1988, es una red de intercambio y de trabajo en el área de la terminología. RITerm tiene por objetivo establecer un canal de cooperación entre sus miembros para consolidar las terminologías en los países de habla española y portuguesa.

RITerm actúa en las siguientes áreas:
- Recopilación e intercambio de información terminológica y factográfica entre los miembros de la red a fin de fomentar la compatibilidad entre sistemas, formatos, instrumentos metodológicos, etc., en el área de la terminología.
- Cooperación para la planificación y el desarrollo de proyectos relacionados con el área de la terminología y/o ingeniería del conocimiento, bancos de datos terminológicos, lexicográficos, textuales, etc., lingüística computacional, informática aplicada a la terminología, planificación terminológica, etc.
- Creación de un banco de datos terminológicos para la región.
- Colaboración en los programas de formación en terminología de los miembros de la Red, para promover el desarrollo y la difusión de la terminología como disciplina (mediante programas académicos, pasantías, encuentros, boletines informativos, etc.).
- Realización de un Simposio de Terminología, con una periodicidad de dos años, organizado conjuntamente con la Asamblea General (Caracas-1988, Brasilia-1990, San Millán de la Cogolla-1992, Buenos Aires-1994, México D.F.-1996, La Habana-1998). El VII Simposio Iberoamericano de Terminología tuvo lugar en Lisboa, Portugal, en noviembre de 2000; el VIII en Cartagena de Indias, Colombia, en noviembre de 2002; el IX en Barcelona, España, en noviembre de 2004; el X en Montevideo, Uruguay, en octubre de 2006; y el XI en Lima, Perú, en octubre de 2008.

Debate Terminológico
RITerm publica igualmente la revista Debate Terminológico que pretende ser un medio de difusión e intercambio de ideas relacionadas con la terminología entre los miembros de esta red.